# Julie Van de Velde
Julie Van de Velde (2 juni 1993) is een Belgische wielrenster die sinds 2024 voor de Belgische wielerploeg AG Insurance-Soudal rijdt. Hiervoor kwam ze uit voor Jumbo-Visma, Lotto Soudal Ladies en Fenix-Deceuninck.

## Biografie
Van de Velde stapte in 2017 over van de atletiek naar het wielrennen en ging voor Lotto Soudal Ladies rijden. Datzelfde jaar behaalde ze een derde plaats op het Belgisch kampioenschap tijdrijden.
In 2019 reed ze de gemengde ploegenestafette op de wereldkampioenschappen wielrennen, samen met Jan Bakelants, Frederik Frison, Senne Leysen, Sofie De Vuyst en Valerie Demey. In deze discipline werd ze een jaar later vijfde tijdens de Europese kampioenschappen wielrennen 2020. In 2021 maakte ze de overstap naar de nieuwe Nederlandse wielerploeg Jumbo-Visma. In dat jaar won ze zilver op het Belgisch kampioenschap zowel op de weg als in het tijdrijden. In juli 2021 nam ze namens België deel aan de Olympische Zomerspelen 2020 in Tokio; ze werd 19e in de tijdrit en 42e in de wegwedstrijd.
Vanaf 2022 reed ze twee jaar voor Plantur-Pura. In 2024 stapte ze over naar AG Insurance-Soudal. Op de Olympische Zomerspelen 2024 in Parijs werd ze 53e in de wegwedstrijd.

## Palmares
2017

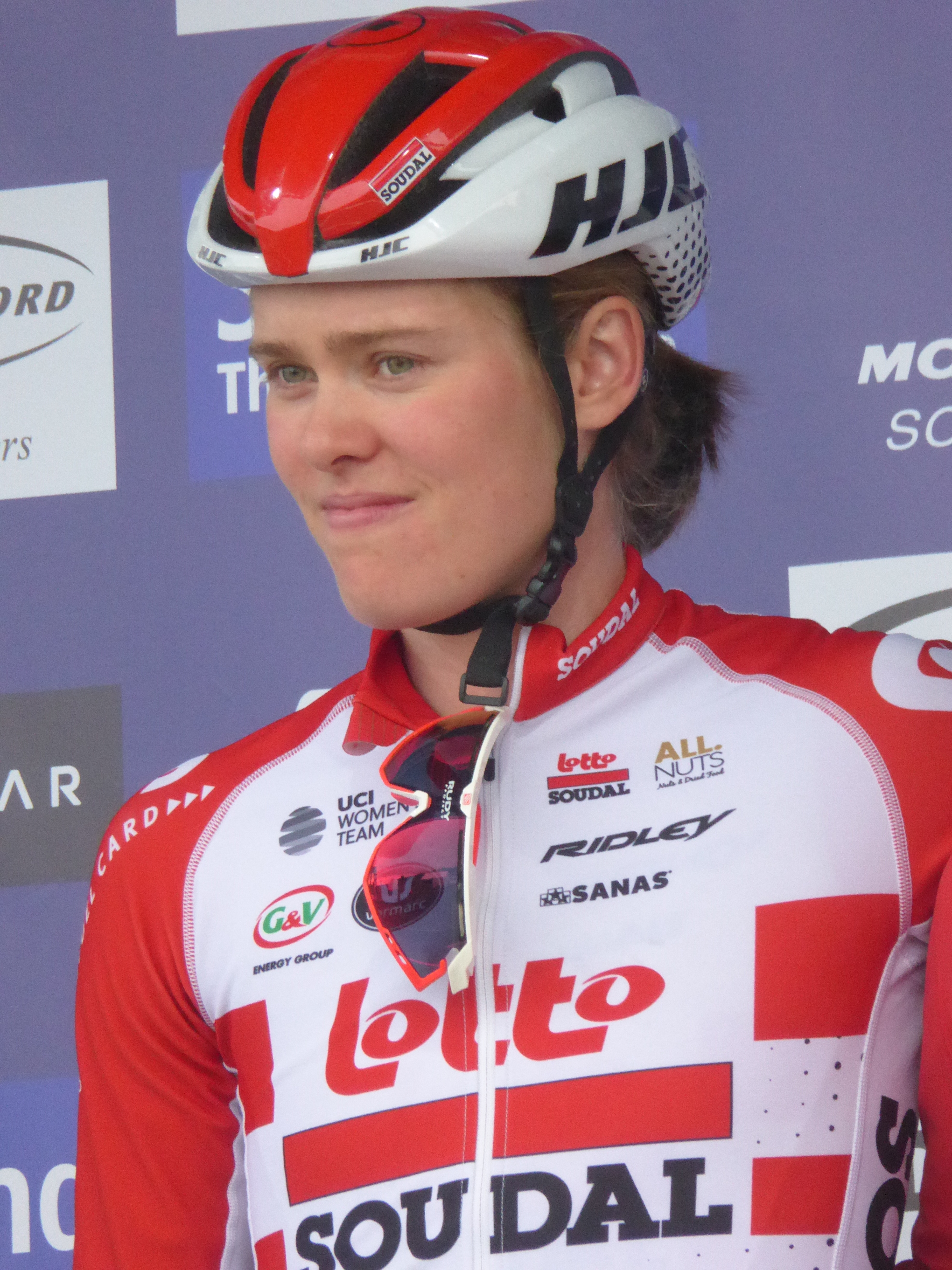
Van de Velde in de Tour of Scotland 2019

 Belgisch kampioenschap tijdrijden
2019
Flanders Ladies Classic - Sofie De Vuyst
 Belgisch kampioenschap op de weg
2020
 Belgisch kampioenschap tijdrijden
5e Europees kampioenschap ploegenestafette
2021
 Belgisch kampioenschap op de weg
 Belgisch kampioenschap tijdrijden
2022
 5e etappe Ronde van Scandinavië

### Resultaten in voornaamste wedstrijden
| Jaar | Ronde van Italië | Ronde van Frankrijk | Ronde van Spanje |
| ---- | ---------------- | ------------------- | ---------------- |
| 2018 |                  |                     |                  |
| 2019 | 17e              |                     |                  |
| 2020 | opgave           |                     |                  |
| 2021 | opgave           |                     |                  |
| 2022 |                  |                     |                  |
| 2023 |                  | 57e                 |                  |
| 2024 |                  | 33e                 | opgave           |
| 2025 |                  | 62e                 | 56e              |

| Jaar | Gent-Wevelgem | Ronde van Vlaanderen | Amstel Gold Race | Luik-Bast.‑Luik | Waalse Pijl | Strade Bianche |  | WK op de weg |  | Wereldranglijsten |
| ---- | ------------- | -------------------- | ---------------- | --------------- | ----------- | -------------- |  | ------------ |  | ----------------- |
| 2018 | opgave        |                      | opgave           | 77e             | 46e         | 39e            |  | 40e          |  | 257e (UWT)        |
| 2019 |               | 27e                  | 23e              | 15e             | 14e         | 22e            |  | opgave       |  | 82e (UWT)         |
| 2020 |               |                      |                  | opgave          | opgave      | 24e            |  |              |  | 323e (UWT)        |
| 2021 |               |                      | 76e              | 59e             | 32e         | 79e            |  |              |  | 176e (UWT)        |
| 2022 | 36e           | 71e                  | 35e              | 26e             | 21e         | 65e            |  | 43e          |  |                   |
| 2023 |               |                      | 38e              | 26e             | 45e         |                |  | opgave       |  |                   |
| 2024 | opgave        |                      |                  | 58e             | 63e         |                |  | opgave       |  |                   |

## Ploegen
- 2017 –  Lotto Soudal Ladies
- 2018 –  Lotto Soudal Ladies
- 2019 –  Lotto Soudal Ladies
- 2020 –  Lotto Soudal Ladies
- 2021 –  Jumbo-Visma
- 2022 –  Plantur-Pura
- 2023 –  Fenix-Deceuninck
- 2024 –  AG Insurance-Soudal
- 2025 –  AG Insurance-Soudal

Beckers · Daams · Delzenne · Dom · Hoffmann · Kachelhoffer · Kiesenhofer · Kopecky · Moonen · Schmidt · Van der Meulen · Vanhoutte
Beckers · Castrique · Demey · Dom · Dréville · Van ’t Geloof · Hoffmann · De Jong · Kopecky · Moonen · Van de Velde · Van den Steen · Vanhoutte
Braam · Castrique · Christmas · Dessart · Dom · Hoffmann · De Jong · Kopecky · Moonen · Nguyễn · Van de Velde · Van den Steen · Vanhoutte
Beekhuis · Braam · Castrique · Christmas · Dom · Fidanza · Kopecky · Meertens · Nguyễn · Parkinson · Siggaard · Van de Velde · Vandenbulcke
Beekhuis · Henderson · Kasper · Koster · Markus · Mathiesen · Soet · Swinkels · Van de Velde · Van den Bos · Van der Burg · Vos
Alvarado · Cant · Couzens · de Baat · De Wilde · Kastelijn · Kuijpers · Martins · Marturano · Pieterse · Schrempf · Schweinberger · Stiasny · Truyen · Van de Velde · van der Heijden · van Zuthem · Worst · Wright
Benito · Bentveld (vanaf 24/4-tot 13/9) · Boogaard · Borgström · De Schepper (vanaf 14/6) · Ghekiere · Gigante · Goossens · Le Court · Louw · Masetti · Moolman-Pasio · Pluimers · Rijnbeek · Steigenga · Van de Velde · Wollaston
Bastiaenssen · Benito · Bentveld · Borgström · Bossuyt (vanaf 14/6) · Castrique · De Schepper · Ghekiere · Gigante · Goossens · Le Court · Louw · Manly · Masetti · Moolman-Pasio · Pluimers · Steigenga · Van de Velde · Verhulst-Wild · Žigart